# Giuseppe Riccardi
Giuseppe Riccardi (Gorno, 27 giugno 1918 – Jesi, 17 luglio 1944) è stato un militare italiano, insignito della medaglia d'oro al valor militare alla memoria.

## Biografia
Nell'aprile del 1942 era rientrato in Italia dalla Francia, dove i suoi erano emigrati. Arruolatosi, fu destinato all'80º Reggimento Bersaglieri. Si trovava a Bari come sergente allievo ufficiale, quando sopravvenne l'armistizio. Dopo l'aprile 1944 Riccardi entrò volontariamente nel Corpo Italiano di Liberazione e fu inquadrato nella Divisione paracadutisti "Nembo". Pur essendo addetto al vettovagliamento, partecipò, di sua volontà, a numerose, rischiose azioni. Durante una di queste, mentre dirigeva allo scoperto il tiro di una mitragliatrice, fu colpito a morte.